# 马尔加奥
马尔加奥（Margao），是印度果阿邦南果阿县的一个城镇。总人口78393（2001年）。

## 人口
该地2001年总人口78393人，其中男性39829人，女性38564人；0—6岁人口8497人，其中男4427人，女4070人；识字率76.15%，其中男性为79.35%，女性为72.86%。